# Danh sách Toàn quyền Ấn Độ
Danh sách Toàn quyền Ấn Độ là thống kê những cá nhân được bổ nhiệm đứng đầu chính phủ thuộc địa Ấn Độ thuộc Anh và sau này còn được chỉ định đại diện cho quân chủ Anh thực hiện quyền nguyên thủ tại các phiên vương quốc trên tiểu lục địa Ấn Độ với vai trò Phó vương Ấn Độ, tên gọi đầy đủ cho chức danh này là Phó vương kiêm Toàn quyền Ấn Độ, được gọi tắt là Phó vương Ấn Độ.
Toàn quyền Ấn Độ là chức danh được tạo ra đầu tiên bởi Đạo luật Điều tiết 1773, ban đầu tên gọi là Toàn quyền của Pháo đài William, hay Toàn quyền của Bengal. Chức danh này được bổ nhiệm bởi "Court of Directors" của Công ty Đông Ấn Anh (EIC). Hội đồng Tối cao Bengal gồm 4 người được chỉ định để cố vấn cho Toàn quyền, các quyết định của hội đồng có giá trị ràng buộc đối với Toàn quyền trong giai đoạn từ năm 1773 đến 1784.
Đạo luật Saint Helena 1833, còn được gọi là Đạo luật Chính phủ Ấn Độ 1833, đã thay đổi tên gọi, thẩm quyền và chính thức gọi chức danh này là Toàn quyền Ấn Độ. Lãnh chúa William Bentinck được chỉ định trở thành Toàn quyền Ấn Độ chính thức đầu tiên vào năm 1833.
Sau cuộc nổi dậy của người dân Ấn Độ năm 1857, Công ty Đông Ấn Anh chấm dứt sự cai trị Ấn Độ thuộc Anh và các phiên vương quốc trên tiểu lục địa Ấn Độ, mọi quyền hành được chuyển về cho Chính phủ Vương quốc Anh. Đạo luật Chính phủ Ấn Độ 1858 thành lập Văn phòng Bộ trưởng Ấn Độ để giám sát các vấn đề liên quan đến tiểu lục địa Ấn Độ, được cố vấn bởi Hội đồng Ấn Độ với 15 thanh viên (có trụ sở tại London). Hội đồng Tối cao Bengal được đổi tên thành Hội đồng Toàn quyền Ấn Độ hoặc Hội đồng Điều hành Ấn Độ. Hội đồng Ấn Độ sau đó đã bị bãi bỏ bởi Đạo luật Chính phủ Ấn Độ 1935.
Sau khi thông qua Đạo luật của Chính phủ Ấn Độ năm 1858, Toàn quyền đại diện cho Vương quyền với tên gọi chính thức là Phó vương. Việc chỉ định 'Phó vương', mặc dù nó được sử dụng thường xuyên nhất trong cách nói thông thường, nhưng lại không có thẩm quyền theo luật định và không bao giờ được sử dụng bởi Nghị viện. Lãnh chúa Canning trở thành Phó vương kiêm Toàn quyền Ấn Độ đầu tiên. Toàn quyền Ấn Độ tiếp tục là đại diện duy nhất của quân chủ Anh, và Chính phủ Ấn Độ tiếp tục được trao quyền bổ nhiệm Toàn quyền Ấn Độ do Hoàng gia Anh đưa ra theo lời khuyên của Bộ trưởng Ấn Độ trong Nội các Anh ở London. Sau khi Anh trao trả độc lập cho tiểu lục địa Ấn Độ, Văn phòng Toàn quyền tiếp tục tồn tại như một cơ quan nghi lễ ở Lãnh thổ tự trị Ấn Độ và Lãnh thổ tự trị Pakistan, cho đến khi các quốc gia này thông qua các hiến pháp cộng hòa lần lượt vào năm 1950 và 1956.

## Danh sách Toàn quyền Ấn Độ
| Portrait | Tên (Sinh-Chết)                                    | Nhiệm kỳ         | Nhiệm kỳ         | Sự kiện đáng chú ý | Người chỉ định                              |
| --- | -------------------------------------------------- | ---------------- | ---------------- | --- | ------------------------------------------- |
| Trước năm 1773, chức danh là Toàn quyền của Pháo đài William, từ năm 1757 đến năm 1772 chức danh này được nắm bởi Thống đốc Bengal. Xem thêm: Danh sách các thống đốc của Bengal |                                                    |                  |                  | |                                             |
| Toàn quyền Pháo đài William (Bengal), 1773–1833 |                                                    |                  |                  | |                                             |
| | Warren Hastings (1732–1818)                        | 20/10 1773       | 08/02 1785       | - Đạo luật Điều tiết năm 1773 - Hội đồng Tối cao của Bengal - Tòa án Thẩm phán tối cao tại Pháo đài William (1774) được thành lập - Asiatic Society of Bengal (1784) - Đạo luật Ấn Độ của Pitt (1784) - Ngừng trả phụ cấp cho Shah Alam II, Hoàng đế của Đế quốc Mogul - Đã bãi bỏ Hệ thống Kép ở Bengal (Được giới thiệu bởi Robert Clive). - Kho bạc đã chuyển từ Murshidabad đến Calcutta - Bengal Gazette của James Augustus Hicky - Tờ báo Ấn Độ đầu tiên được xuất bản (năm 1780) - Chiến tranh Anh-Maratha lần thứ nhất (1775–82) - Chiến tranh Anh-Mysore lần thứ hai (1780–84) - Chiến tranh Rohilla lần thứ nhất of 1773–1774 - Chính sách về hàng rào vành đai - Calcutta Madrasa (Đại học Aliah) được thành lập - Creation of collector post - Toàn quyền đầu tiên bị truy tố để luận tội. (Do hậu quả của việc ông ấy tham gia vào Chiến tranh Rohilla lần thứ nhất) - Thực nghiệm định cư trên đất liền. (Định cư 1772 - 5 năm, đổi thành 1 năm vào năm 1776) - Bản dịch tiếng Anh của Bhagwat Gita bởi Charles Wilkins | Công ty Đông Ấn (1773–1858)                 |
| | John Macpherson, Bt (tạm quyền) (1745–1821)        | 08/02 1785       | 12/09 1786       | | Công ty Đông Ấn (1773–1858)                 |
| | Bá tước Cornwallis (1738–1805)                     | 12/09 1786       | 28/10 1793       | - Thành lập các toà án cấp dưới và toà án phúc thẩm - Định cư vĩnh viễn ở Bihar và Bengal năm 1793 - Chiến tranh Anh-Mysore lần thứ 3 (1790–1792) - Giới thiệu Mã Cornwallis - Giới thiệu Dịch vụ dân sự ở Ấn Độ - Sanskrit Vidyalaya at Benares (now Varanasi) established by Johnathan Duncan (then Governor of Bombay) - Giới thiệu Luật Sunset | Công ty Đông Ấn (1773–1858)                 |
| | John Shore (1751–1834)                             | 28/10 1793       | 18/02 1798       | - Chính sách Không can thiệp - Đạo luật Hiến chương năm 1793 - Chiến tranh Rohilla lần thứ hai 1794 - Trận Kharda giữa Nizam và Maratha (1795) | Công ty Đông Ấn (1773–1858)                 |
| | Lt. Gen Sir Alured Clarke (tạm quyền) (1744–1832)  | 18 March 1798    | 18 May 1798      | | Công ty Đông Ấn (1773–1858)                 |
| | Hầu tước Wellesley (1760–1842)                     | 18 May 1798      | 30 July 1805     | - Giới thiệu Liên minh công ty con (1798) - Chiến tranh Anh-Mysore lần thứ tư 1799 - Chiến tranh Anh-Maratha lần thứ hai (1803–1805) - Cao đẳng Pháo đài William ở Calcutta (1800) - Raj Bhavan ở Calcutta được thành lập vào năm 1803 - Đạo luật Kiểm duyệt, 1799 | Công ty Đông Ấn (1773–1858)                 |
| | Hầu tước Cornwallis (1738–1805)                    | 30/07 1805       | 05/10 1805       | | Công ty Đông Ấn (1773–1858)                 |
| | George Barlow, Bt (tạm quyền) (1762–1847)          | 10 October 1805  | 31 July 1807     | - Cuộc nổi dậy của Sepoy tại Vellore (Khúc dạo đầu cho Chiến tranh giành độc lập đầu tiên của Ấn Độ) - Ngân hàng Calcutta (1806) được thành lập (sau này là Ngân hàng Hoàng gia Ấn Độ, nay là Ngân hàng Nhà nước Ấn Độ) | Công ty Đông Ấn (1773–1858)                 |
| | Lãnh chúa Minto (1751–1814)                        | 31/07 1807       | 05/10 1813       | - Hiệp ước Amritsar, 1809 với Maharaja Ranjit Singh - Đạo luật Hiến chương năm 1813 | Công ty Đông Ấn (1773–1858)                 |
| | Hầu tước Hastings (1754–1826)                      | 04/10 1813       | 09/01 1823       | - Đã chấm dứt chính sách Không can thiệp - Chiến tranh Anh-Maratha lần thứ ba (1816–1818) - Hiệp ước Sugauli (1816) - Thành lập Bombay Presidency vào năm 1818 - Thành lập Hệ thống Ryotwari ở Madras (1820) - Thành lập Hệ thống Mahalwari ở miền Bắc Ấn Độ (1822) - Hindu College (now Presidency University) at Calcutta in 1817 - Chiến tranh Pindari (1817–1818) (Tiêu diệt hoàn toàn Gia tộc Pindari Ấn Độ) - Ủy ban chung về hướng dẫn công cộng được thành lập vào năm 1823 | Công ty Đông Ấn (1773–1858)                 |
| | John Adam (tạm quyền) (1779–1825)                  | 9 January 1823   | 1 August 1823    | - Licensing Regulations - Calcutta Unitarian Committee established by Raja Ram Mohan Roy | Công ty Đông Ấn (1773–1858)                 |
| | Bá tước Amherst (1773–1857)                        | 01/08 1823       | 13/03 1828       | - Chiến tranh Anh-Miến thứ nhất (1824–26) (Công ty Đông Ấn đánh bại Vua Miến Điện Bagyidaw và thôn tính Assam, Manipur, Arakan và Tenasserim) - Thành lập Trường cao đẳng tiếng Phạn tại Calcutta (1824) - Hiệp ước Yandabo, 1826 (Công ty Đông Ấn làm bẽ mặt và đòi Vua Miến Điện Bagyidaw bồi thường 1 triệu Bảng) | Công ty Đông Ấn (1773–1858)                 |
| | William Butterworth Bayley (tạm quyền) (1782–1860) | 13 March 1828    | 4 July 1828      | | Công ty Đông Ấn (1773–1858)                 |
| Toàn quyền Ấn Độ, 1833–1858 |                                                    |                  |                  | |                                             |
| | Lãnh chúa William Bentinck (1774–1839)             | 04/03 1828       | 20/03 1835       | - Toàn quyền Ấn Độ đầu tiên - Quy chế Sati của Bengal, 1829 - Hệ thống Mahalwari ở Trung Ấn, Punjab và Tây UP. - Đạo luật Saint Helena 1833 hay Đạo luật Hiến chương 1833 (Truyền giáo Cơ đốc được độc quyền truyền bá Cơ đốc giáo trong lãnh thổ của Ấn Độ thuộc Anh - Nổi dậy Kol năm 1831 - Đạo luật Giáo dục tiếng Anh 1835 - Trường Cao đẳng Y tế và Bệnh viện, Kolkata (1835) | Công ty Đông Ấn (1773–1858)                 |
| | Sir Charles Metcalfe, Bt (tạm quyền) (1785–1846)   | 20 March 1835    | 4 March 1836     | - Bãi bỏ Quy định cấp phép năm 1823 - Được gọi là Người giải phóng Báo chí Ấn Độ - Thành lập Thư viện Công cộng Calcutta năm 1836 (hiện được gọi là Thư viện Quốc gia Ấn Độ ) | Công ty Đông Ấn (1773–1858)                 |
| | Bá tước Auckland (1784–1849)                       | 04/03 1836       | 28/02 1842       | - Hiệp ước ba bên năm 1838 giữa Anh, Shah Shuja và Maharaja Ranjit Singh chống lại Dost Muhammad Khan. - Chiến tranh Anh-Afghanistan lần thứ nhất (1840–1842) (Quân đội Anh bị tàn sát bởi quân đội Afghanistan và lực lượng dân quân mạnh mẽ trong [[1842 rút lui khỏi Kabul]\|1842 Rút lui từ Kabul]]-worst British Military disaster) - Ngân hàng Bombay (1840) được thành lập (sau này là Ngân hàng Hoàng gia Ấn Độ, nay là Ngân hàng Nhà nước Ấn Độ) - Nhật báo tiếng Bengali đầu tiên Sambad Prabhakar được xuất bản năm 1839 - Tattwabodhini Sabha được thành lập bởi Debendranath Tagore vào năm 1839 | Công ty Đông Ấn (1773–1858)                 |
| | Lãnh chúa Ellenborough (1790–1871)                 | 28 February 1842 | June 1844        | - Chiến tranh Gwalior (1843) (Người Anh đánh bại Maratha) - Ngân hàng Madras (1843) được thành lập (sau này là Ngân hàng Hoàng gia Ấn Độ, bây giờ là Ngân hàng Nhà nước Ấn Độ) - Đạo luật chế độ nô lệ Ấn Độ, 1843 | Công ty Đông Ấn (1773–1858)                 |
| | William Wilberforce Bird (tạm quyền) (1784–1857)   | June 1844        | 23 July 1844     | | Công ty Đông Ấn (1773–1858)                 |
| | Henry Hardinge (1785–1856)                         | 23/07 1844       | 12/01 1848       | - Chiến tranh Anh-Sikh lần thứ nhất (1845–46) (Đế quốc Anh đánh bại Đế quốc Sikh và sáp nhập phần lớn lãnh thổ của nó) - Hiệp ước Lahore (1846) (Anh sáp nhập Kashmir từ Sikh và bán nó cho Raja của Jammu với 75 lakh rupee) - Treaty of Bhairowal(1846) - Thành lập Trường Cao đẳng Kỹ thuật Roorkee (1847) | Công ty Đông Ấn (1773–1858)                 |
| | Bá tước Dalhousie (1812–1860)                      | 12/01 1848       | 28/02 1856       | - Doctrine of Lapse in 1848 - Đạo luật Hiến chương, 1853 - Bethune Collegiate School (1849) (còn được gọi là Trường Nữ sinh Calcutta ) được thành lập bởi John Elliot Drinkwater Bethune - Cuộc thất bại của Wood Charles Wood Despatch (1854) - Thành lập thủ đô mùa hè tại Shimla - Chiến tranh Anh-Miến Điện lần thứ hai (1852) (Mục đích duy nhất của Dalhousie là làm bẽ mặt và thôn tính thêm các Lãnh thổ Miến Điện. [[Chiến tranh Anh-Miến Điện lần thứ hai # Nhại tiếp theo\|Miến Điện bị tấn công vô cớ] ]) - Chuyến tàu chở khách đầu tiên giữa Bombay và Thane (1853) - Đường dây điện báo đầu tiên được đặt giữa Diamond Harbour đến Calcutta. (1851) - Post Office Act, 1854 - Established Public Works Department (1854) - Chiến tranh Anh-Sikh lần thứ hai (1848–1849) (Người Anh đánh bại hoàn toàn Đế quốc Sikh) - Cuộc nổi dậy của Santhal (1855) (15.000 Santhal bị quân đội Anh giết trong cuộc nổi dậy. Những con voi được sử dụng để phá hủy các Ngôi nhà ở Santhal) - Đạo luật về khiếm khuyết tôn giáo, 1856 - Cấm hoàn toàn việc xâm phạm vào tính mạng của phụ nữ và hiến tế con người ở tỉnh miền Trung, Odisha và Maharashtra. | Công ty Đông Ấn (1773–1858)                 |
| | Tử tước Canning (1812–1862)                        | 28/02 1856       | 31/10 1858       | - Đạo luật tái hôn của các góa phụ Hindu, 1856 - Khởi nghĩa Ấn Độ 1857 - Đại học Calcutta, Đại học Bombay và Đại học Madras được thành lập vào năm 1857 | Công ty Đông Ấn (1773–1858)                 |
| Toàn quyền kiêm Phó vương Ấn Độ, 1858–1947 |                                                    |                  |                  | |                                             |
| | Tử tước Canning (1812–1862)                        | 01/11 1858       | 21/03 1862       | - Đạo luật Chính phủ Ấn Độ, 1858 - Hệ thống ngân sách được giới thiệu - Dịch vụ dân sự Hoàng gia được thành lập - Cuộc nổi dậy của người Indigo ở Bengal vào năm 1859–1860 - Ban hành Bộ luật Hình sự Ấn Độ vào năm 1860 - Đạo luật Hội đồng Ấn Độ 1861 - Đạo luật Công vụ Ấn Độ 1861 - Thành lập Khảo sát Khảo cổ học của Ấn Độ - Hệ thống danh mục đầu tư được giới thiệu tạo nền tảng cho "Cabinet System" | Victoria (1837–1901)                        |
| | Bá tước xứ Elgin (1811–1863)                       | 21/03 1862       | 20/11 1863       | - Thành lập Tòa án tối cao Calcutta (2 July), Tòa án tối cao Bombay (14 August) và Toà án tối cao Madras (15 August) năm 1862 - Phong trào Wahabi bị đàn áp | Victoria (1837–1901)                        |
| | Robert Napier (tạm quyền) (1810–1890)              | 21/11 1863       | 02/12 1863       | | Victoria (1837–1901)                        |
| | William Denison (tạm quyền) (1804–1871)            | 2 December 1863  | 12 January 1864  | | Victoria (1837–1901)                        |
| | John Lawrence, Bt (1811–1879)                      | 12/01 1864       | 12/01 1869       | - Chiến tranh Bhutan (1864–65) (Anh đánh bại một Bhutan bất khả chiến bại và thôn tính Assam và Bengal] Duars) - Thành lập Shimla làm thủ đô mùa hè của Ấn Độ vào năm 1863 - The Tabernacle of New Dispensation, a new Church established by Keshub Chandra Sen - Thành lập Tòa án tối cao Allahabad vào năm 1866 - Đạo luật thuê nhà Punjab đã được thông qua | Victoria (1837–1901)                        |
| | Bá tước xứ Mayo (1822–1872)                        | 12/01 1869       | 08/02 1872       | - Bị ám sát bởi một Pathan Sher Ali Afridi - Bắt đầu Điều tra dân số. - Khai giảng Rajkumar college ở Rajkot và Mayo College ở Ajmer để đào tạo chính trị cho các phiên vương Ấn Độ. - Bắt đầu phân cấp tài chính - Đạo luật An ninh - Sửa đổi IPC được ban hành năm 1870 để giải quyết Phong trào Wahabi - Ông đã thành lập Bộ thương mại và nông nghiệp - Keshab Chandra Sen thành lập Hiệp hội cải cách Ấn Độ | Victoria (1837–1901)                        |
| | John Strachey (tạm quyền) (1823–1907)              | 9 February 1872  | 23 February 1872 | | Victoria (1837–1901)                        |
| | Lãnh chúa Napier (tạm quyền) (1819–1898)           | 24 February 1872 | 3 May 1872       | | Victoria (1837–1901)                        |
| | Lãnh chúa Northbrook (1826–1904)                   | 3 May 1872       | 12 April 1876    | - Jyotiba Phule ra mắt Satyashodhak Samaj tại Maharashtra vào năm 1873 để chống lại hệ thống đẳng cấp và Bất khả xâm phạm. - Đạo luật Biểu diễn Kịch được thông qua vào năm 1876 - Cuộc nổi dậy của Kuka do ram Singh lãnh đạo ở Punjab - Ông đã từ chức vì câu hỏi về Afghanistan - thử nghiệm Gaekwad của Baroda | Victoria (1837–1901)                        |
| | Lãnh chúa Lytton (1831–1891)                       | 12 April 1876    | 8 June 1880      | - Great Famine of 1876–1878 - decreased the maximum age of ICS from 21 to 19 - famine commission under starchy was appointed by him - Deccan agrarian relief act was passed in 1876 - Vernacular Press Act, 1878 - Arms Act, 1878 - Second Anglo-Afghan War, (1878–80) - 1st Delhi Durbar out of 3 - Royal Titles Act, 1876 by which Queen Victoria assumed the title of 'Empress of India' | Victoria (1837–1901)                        |
| | Hầu tước Ripon (1827–1909)                         | 8 June 1880      | 13 December 1884 | - First Factory Act (1881) - Negotiable Instruments Act, 1881 - Repeal of the Vernacular Press Act (1882) - Ilbert Bill (1883) - foundation of Punjab university - Government resolution on local self-government (1882) - Appointment of Education Commission under Sir William Hunter - First complete Census - Father of local self-government in India (Ripon's Resolution of 1882) | Victoria (1837–1901)                        |
| | Bá tước Dufferin (1826–1902)                       | 13 December 1884 | 10 December 1888 | - Formation of Indian National Congress (1885) - Bengal tenancy act 1885 - INC was called a "microscopic minority" by Dufferin - Third Anglo-Burmese War (1885) | Victoria (1837–1901)                        |
| | Hầu tước Lansdowne (1845–1927)                     | 10 December 1888 | 11 October 1894  | - Indian Council Act 1892 - in 1891, age of consent act in which the marriage of below 12 years girl is prohibited - Factory Act 1891 - Setting up of Durand Commission in 1893 (India-Afghanistan) | Victoria (1837–1901)                        |
| | Bá tước Elgin (1849–1917)                          | 11 October 1894  | 6 January 1899   | - Indian famine of 1896–1897 - Establishment of Ramakrishna Mission by Swami Vivekananda at Belur Math in 1897 - santhal uprisings 1899 - munda uprisings 1899 - lyall commission appointed after famine - plague spread in bombay - Assassination of two British officials by the Chapekar brothers 1897 | Victoria (1837–1901)                        |
| | Lãnh chúa Curzon của Kedleston (1859–1925)         | 6 January 1899   | 18 November 1905 | - Indian famine of 1899–1900 - Partition of Bengal (1905) - Official Secrets Act 1904 to curb free press - 2nd Delhi Durbar out of 3 (1903) - Appointment of Police Commission under Sir Andrew Frazer - Appointment of Raleigh University Commission (1902) - famine commission under Macdonell - new department commerce and industry was established - The risings of the frontier tribes in 1897-98 led him to create the Northwestern frontier province - PUSA agriculture institute in 1903 - Passing of Indian Universities Act 1904 - 2nd Swadeshi Movement (1905–1911) against Partition of Bengal by Lal Bal Pal-Aurbindo Ghosh) - Benaras Hindu Girl's School was established by Annie Besant in 1904 - He said, "India is the pivot of our Empire.... If the Empire loses any other part of its Dominion we can survive, but if we lose India, the sun of our Empire will have set." | Victoria (1837–1901)                        |
| | Bá tước Minto (1845–1914)                          | 18 November 1905 | 23 November 1910 | - Morley–Minto reforms 1909, or the Indian Councils Act 1909 - Split in Congress in 1907 - Seditious meetings (prohibition) Act 1907 to curb the extremist movement - Establishment of Muslim League by Aga Khan III (1906) - Indian Press Act, 1910 - Jamsetji Tata established TISCO in 1907 | Edward VII (1901–1910)                      |
| | Lãnh chúa Hardinge của Penshurst (1858–1944)       | 23 November 1910 | 4 April 1916     | - Third Delhi Durbar (1911) - Gandhiji came back to India from South Africa in 1915 - bomb was thrown at him near Chandni chowk but escaped unhurt - Transfer of capital from Calcutta to Delhi (1911) - Partition of Bengal to form Bihar province (1912) - McMahon border line was created between India and China in 1914 - Ghadar Mutiny (1915) | George V (1910–1936)                        |
| | Lãnh chúa Chelmsford (1868–1933)                   | 4 April 1916     | 2 April 1921     | - Formation of Indian Home Rule movement (1916) - Lucknow Pact (1916) - Montagu–Chelmsford Reforms (1919) - saddler commission on education reforms - Government of India Act 1919 - Rowlatt Act (1919) - Jallianwala Bagh massacre (1919) - Imperial Bank of India (now State Bank of India established in 1921) | George V (1910–1936)                        |
| | Bá tước Reading (1860–1935)                        | 2 April 1921     | 3 April 1926     | - Malabar rebellion (also known as Moplah Rebellion), first Ethnic Rebellion (1921) - Non-cooperation movement (1921–22) - Rabindranath Tagore founded Visva-Bharati University in 1921 - Lee commission for public services - RSS founded in 1925 - Royal commission on agriculture - Chauri Chaura incident (1922) | George V (1910–1936)                        |
| | Lãnh chúa Irwin (1881–1959)                        | 3 April 1926     | 18 April 1931    | - Simon Commission (1928) - Nehru Report (1928) - Death of Lala Lajpat Rai (1928) - Fourteen Points of Jinnah (1929) - Purna Swaraj declaration (1929) - Salt March (1930) - Dharasana Satyagraha (1930) - First Round Table Conferences (1930) - Allahabad Address (1930) - Chittagong armoury raid in 1930 - Gandhi–Irwin Pact (1931) - Execution of Bhagat Singh, Shivaram Rajguru, and Sukhdev Thapar (1931) | George V (1910–1936)                        |
| | Bá tước Willingdon (1866–1941)                     | 18 April 1931    | 18 April 1936    | - Poona Pact between Mahatma Gandhi and B. R. Ambedkar in 1932 - Pakistan Declaration (1933) - Government of India Act 1935 - Reserve Bank of India established by passing The Reserve Bank of India Act 1934. - Foundation of Congress Socialist Party in 1934 | George V (1910–1936)                        |
| | Hầu tước Linlithgow (1887–1952)                    | 18 April 1936    | 1 October 1943   | - Indian provincial elections (1937) - Indian entry into World War II (1939) - Day of Deliverance (1939) - Lahore Resolution (1940) - Cripps Mission (1942) - Formation of Indian Legion (1942) - Quit India Movement (1942) - Formation of Indian National Army (1942) - Bengal famine (1943) | Edward VIII (1936)                          |
| | Tử tước Wavell (1883–1950)                         | 1 October 1943   | 21 February 1947 | - C. R. formula (1944) - Simla Conference (1945) - Cabinet Mission (1946) - Direct Action Day (1946) - Interim Government was formed in 1946 - Royal Indian Navy mutiny (1946) | George VI (1936–1952)                       |
| | Tử tước Mountbatten của Miến Điện (1900–1979)      | 21 February 1947 | 15 August 1947   | - Indian Independence Act 1947 | George VI (1936–1952)                       |
| Toàn quyền của Lãnh thổ tự trị Ấn Độ, 1947–1950 |                                                    |                  |                  | |                                             |
| | Tử tước Mountbatten của Miến Điện (1900–1979)      | 15 August 1947   | 21 June 1948     | - First Governor-General of Independent India | George VI Lãnh thổ tự trị Ấn Độ (1936–1952) |
| | Chakravarti Rajagopalachari (1878–1972)            | 21 June 1948     | 26 January 1950  | - Last Governor-General of India, before the office was permanently abolished in 1950 | George VI Lãnh thổ tự trị Ấn Độ (1936–1952) |

## Trích dẫn
1. ↑  "Administrative Reforms of Robert clive". britannica.com. Truy cập ngày 16 tháng 8 năm 2020.
2. ↑   Một hoặc nhiều câu trước bao gồm văn bản từ một ấn phẩm hiện thời trong phạm vi công cộng: Chisholm, Hugh, biên tập (1911). "Rohilla". Encyclopædia Britannica. Quyển 23 (ấn bản thứ 11). Cambridge University Press. tr. 461.
3. ↑  Clarke, John James (ngày 1 tháng 1 năm 1997). Oriental Enlightenment: The Encounter Between Asian and Western Thought (bằng tiếng Anh). Psychology Press. ISBN 9780415133753.
4. ↑  Reddy, Vinodh (ngày 28 tháng 10 năm 2015). "Toàn quyền Ấn Độ (1772–1857)". EduGeneral (bằng tiếng Anh). Bản gốc lưu trữ ngày 1 tháng 7 năm 2020. Truy cập ngày 30 tháng 6 năm 2020.
5. ↑  Information Management Group, IIT Roorkee. "Indian Institute of Technology Roorkee Index". www.iitr.ac.in.
6. ↑  Day B., Richard & Gaido Daniel (2009). Witnesses to Permanent Revolution: The Documentary Record. London: LEIDEN • BOSTON. tr. 406. ISBN 978 90 04 167704.